# Basketball-Südamerikameisterschaft der Damen 1981
Die Basketball-Südamerikameisterschaft der Damen 1981, die achtzehnte Basketball-Südamerikameisterschaft der Damen, fand zwischen dem 24. und 31. Oktober 1981 in Lima, Peru statt, das zum fünften Mal die Meisterschaft ausrichtete. Gewinner war die Mannschaft Brasiliens, die zum zehnten Mal die Südamerikameisterschaft der Damen erringen konnte. 

## Teilnehmende Mannschaften
Argentinien

 Brasilien

 Chile

 Kolumbien

 Ecuador

 Peru

 Venezuela

## Ergebnisse
| Brasilien            |
| Meister Brasilien    |
| Zehnte Meisterschaft |

## Abschlussplatzierung
| Rang | Mannschaft  |
| ---- | ----------- |
| 1    | Brasilien   |
| 2    | Peru        |
| 3    | Kolumbien   |
| 4    | Argentinien |
| 5    | Chile       |
| 6    | Ecuador     |
| 7    | Venezuela   |